# Амирани (мифология)

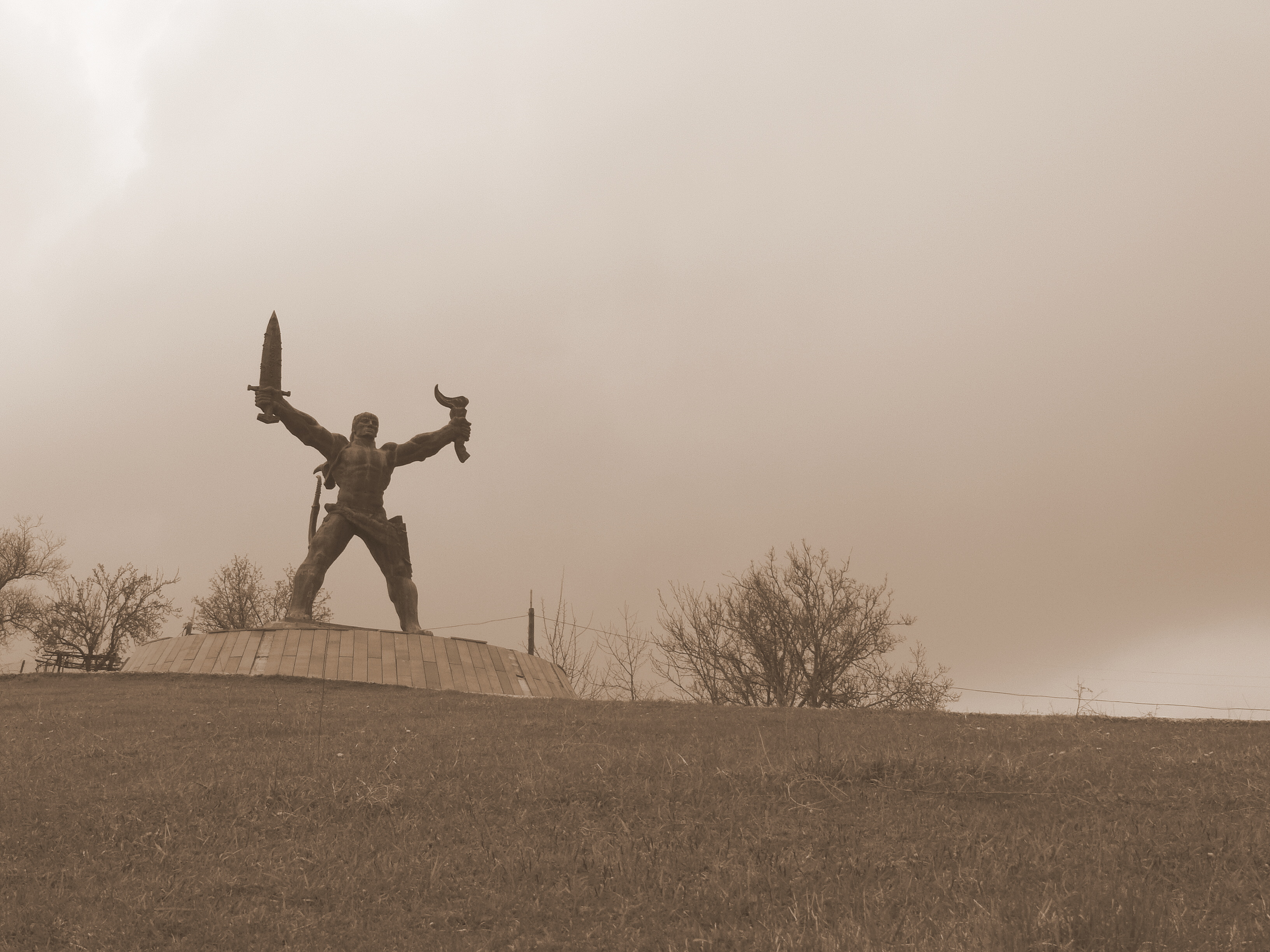
Статуя Амирани в Грузии

Амира́ни (груз. ამირანი) — один из главных священных персонажей древнегрузинской религии, герой мифа и эпоса «Амираниани».

## Возникновение и распространение образа
Амирани — один из древнейших персонажей грузинской мифологии. Его образ прослеживается во многих археологических памятниках Грузии, большинство из которых датируется III-им тыс. до н. э. (бронзовый пояс из Мцхеты, казбекский клад, Триалетский серебряный кубок).
Сказания об Амирани зафиксированы во всех картвельских языках (грузинский, сванский, мегрельский, лазский) и их диалектах, что свидетельствует о формировании образа на очень ранней стадии этногенеза грузинского народа.
Варианты сказания об Амирани записаны также у некоторых народов Кавказа, подвергнувшихся влиянию грузинской мифологии. В частности, этот образ распространён у абхазов и осетин.

## Рождение и воспитание
Согласно сванской версии, Амирани рождён богиней охоты Дали от смертного безымянного охотника. В некоторых более поздних вариантах отцом Амирани называется кузнец или крестьянин.
В мегрельской и абхазской версиях Амирани родился в результате непорочного зачатия, что, вероятно, восходит к эпохе матриархата.
Преждевременно рождённый Амирани дозревал в желудке дикого быка (тёлки), впоследствии убитого охотником Сулкалмахом, который извлёк Амирани из чрева животного и отнёс божество в свой дом. Там он был взрощен и воспитан Дареджан (женой Сулкалмаха) вместе с её родными сыновьями, Бадри и Усепи, которые стали побратимами Амирани, а в дальнейшем и ближайшими сподвижниками во всех его подвигах.

## Внешность и сила
На Амирани были священные для грузинской мифологии знаки — на его плечах изображены луна и солнца, а некоторые части тела были золотыми, что свидетельствовало о его божественном происхождении.
Амирани — великан, глаза у него с сито — он похож на чёрную тучу, готовую разразиться ливнем. Он обладает неутомимостью волка, силой двенадцати пар быков и буйволов, стремительностью летящего вниз с горы бревна — он настолько могуч, что земля с трудом выдерживает его (хотя он уступает силой и ростом Амбри). Обычно силу Амирани объясняют магическим благословением крёстного отца (мотив крещения, по-видимому, вытеснил более древний мотив инициации); в древнейшей версии сказания Амирани получил в младенчестве силу от омовения в воде волшебного родника, принадлежавшего божеству Игри-батони.

## Подвиги
Вместе с «побратимами» Бадри и Усепи Амирани борется во благо человечества с различной нечистью (дэвами, батонеби, каджи и вешапи).

### Спасение Солнца
Однажды Амирани был проглочен вешапи, попытавшимся поглотить Солнце, но своим алмазным ножом разрезал брюхо вешапи и вышел наружу. При этом он вставил в разрез рёбер вешапи плетёнку, чтобы поглощённое драконом солнце могло сжечь её и освободиться из чрева.

### Похищение небесного огня
Желая облегчить жизнь человечества и уподобить людей богам, Амирани похитил небесную деву Камари (олицетворение знаний, света и огня), заточенную в высокую башню посередине Чёрного моря, одолев в битве её отца — повелителя погоды и грозовых туч, властелина каджей. После чего, при помощи Камари, стал обучать людей металлургии, изготовлению жаренной пищи, секретам долголетия и многим другим запретным знаниям.

### Наказание
За богоборчество и чрезмерное человеколюбие Амирани был прикован верховным богом Гмерти к столбу или к скале, вкопанной в куполообразную пещеру Кавказского хребта, где его печень постоянно клюёт орёл, а преданная Амирани собака лижет цепь, стараясь истончить её. Однако ежегодно в четверг страстной недели (в тушинском варианте — в ночь под Рождество) приставленные богом кузнецы обновляют цепь. По древним поверьям, раз в семь лет пещера разверзается и можно увидеть Амирани.

## Вулкан
В 1979 году международный астрономический союз назвал именем Амирани крупный вулкан на спутнике Юпитера Ио, являющийся источником крупнейшего активного лавового потока во всей Солнечной Системе.